# Kada Marouf
Kada Marouf, né en 1955, est un homme politique algérien. Membre du Front de libération nationale, il est député de la première circonscription électorale de la wilaya d'Oum El Bouaghi au cours de la troisième législature (1987-1992).